# Cynomyiomima stackelbergi
Cynomyiomima stackelbergi är en tvåvingeart som beskrevs av Boris Borisovitsch Rohdendorf 1924. Cynomyiomima stackelbergi ingår i släktet Cynomyiomima och familjen spyflugor. Inga underarter finns listade i Catalogue of Life.